# Giulio Chiesa
Giulio Chiesa (La Spezia, 23 aprile 1928 – Roma, 13 luglio 2010) è stato un astista italiano, medaglia d'oro ai II Giochi del Mediterraneo e vincitore di tre titoli nazionali.

## Biografia
Diventato generale della Guardia di Finanza, Chiesa è scomparso all'età di 82 anni.

## Record nazionali
- Salto con l'asta: 4,35 m ( Roma, 7 ottobre 1956)[2]

## Palmarès
| Anno | Manifestazione          | Sede       | Evento           | Risultato | Prestazione | Note  |
| ---- | ----------------------- | ---------- | ---------------- | --------- | ----------- | ----- |
| 1955 | Giochi del Mediterraneo | Barcellona | Salto con l'asta | Oro       | 4,28 m      | [ 3 ] |
| 1956 | Giochi olimpici         | Melbourne  | Salto con l'asta | 9º        | 4,15 m      |       |

## Campionati nazionali
- Oro ai Campionati italiani assoluti di atletica leggera, salto con l'asta (1951, 1953 e 1959)